# Сулістровиці (Нижньосілезьке воєводство)
Сулістровиці (пол. Sulistrowice, нім. Gross Silsterwitz) — село в Польщі, у гміні Собутка Вроцлавського повіту Нижньосілезького воєводства.
Населення — 324 особи (2011).

## Демографія
Демографічна структура станом на 31 березня 2011 року:
|          | Загалом | Допрацездатний вік | Працездатний вік | Постпрацездатний вік |
| -------- | ------- | ------------------ | ---------------- | -------------------- |
| Чоловіки | 165     | 36                 | 116              | 13                   |
| Жінки    | 159     | 31                 | 98               | 30                   |
| Разом    | 324     | 67                 | 214              | 43                   |